# Pik Tanfil’eva
Pik Tanfil’eva (englische Transkription von russisch Пик Танфильева Pik Tanfiljewa) ist neben dem Gora Dokuchaeva einer von zwei Nunatakkern, die unmittelbar nördlich des Mount Gleeson in den Prince Charles Mountains des ostantarktischen Mac-Robertson-Lands aufragen.
Russische Wissenschaftler benannten ihn. Der weitere Benennungshintergrund ist nicht überliefert.